# Улица Калинина (Самара)
У́лица Кали́нина — улица в Промышленном и Советском районах городского округа Самара.  
Начало берёт от железнодорожных путей в районе платформы «Пятилетка». Пересекает улицы: Красных Коммунаров, Физкультурную, Победы, Свободы, Вольскую, Тихий переулок, улицы Ставропольскую, Нагорную, Черемшанскую, Мирную. Заканчивается около проспекта Карла Маркса.

## Постройки
- сквер Калинина
- Безымянский рынок
- дворец спорта Авиационного завода
- дом культуры «Родина»
- УФМС Промышленного района

## История названия
Изначально улица называлась «Десятая линия Безымянки».  Была переименована 3 марта 1949 года в честь известного деятеля советского государства Михаила Ивановича Калинина (1875—1946).
До 1950 года название писалось как Калиненская.

## Транспорт
По улице Калинина на участке от улицы Победы до улицы Вольской (движение одностороннее) проходят маршруты:
- Автобусные маршруты: № 6, 7, 21, 27, 30, 38
- Троллейбусные маршруты: № 7, 8в, 20.

Остановка «Безымянский рынок» конечная для автобусов маршрутов № 6, 7, 8, 21, 27 и троллейбусного маршрута № 20.

## Почтовые индексы
- 443009: № 1, нечётные дома № 11-47
- 443008: чётные дома № 2-32
- 443016: чётные дома № 84-104, 118—142, нечётные дома № 81-149[1]